# Lista de filmes nomeados e vencedores dos 5 principais Prémios Sophia
Esta é uma lista dos filmes nomeados e vencedores dos 5 principais Prémios Sophia, atribuídos anualmente pela Academia Portuguesa de Cinema. Até ao momento um total de 7 filmes foram nomeados para os 5 principais Sophias. Destes somente um, Os Gatos não Têm Vertigens, conquistou os 5 Sophias (num total de 9 prémios). Um dos filmes não recebeu qualquer prémio.

## Categorias
Estão incluídas as seguintes categorias: 
- Melhor Filme
- Melhor Realizador
- Melhor Actor
- Melhor Actriz
- Melhor Argumento Original
- Melhor Argumento Adaptado

## Filmes
| Melhor Filme               | Melhor Realizador         | Melhor Actor    | Melhor Actriz       | Melhor Argumento | Ano  | Sophias | Sophias | N  |
| Melhor Filme               | Melhor Realizador         | Melhor Actor    | Melhor Actriz       | Melhor Argumento | Ano  | 5C      | T       | N  |
| -------------------------- | ------------------------- | --------------- | ------------------- | ---------------- | ---- | ------- | ------- | -- |
| Os Gatos não Têm Vertigens | António-Pedro Vasconcelos | João Jesus      | Maria do Céu Guerra | Original         | 2015 | 5       | 9       | 15 |
| A Herdade                  | Tiago Guedes              | Albano Jerónimo | Sandra Faleiro      | Original         | 2020 | 4       | 7       | 17 |
| São Jorge                  | Marco Martins             | Nuno Lopes      | Mariana Nunes       | Original         | 2018 | 4       | 7       | 14 |
| Listen                     | Ana Rocha de Sousa        | Ruben Garcia    | Lúcia Moniz         | Original         | 2018 | 4       | 5       | 8  |
| Cartas da Guerra           | Ivo Ferreira              | Filipe Duarte   | Margarida Vila-Nova | Adaptado         | 2017 | 3       | 9       | 11 |
| Cartas da Guerra           | Ivo Ferreira              | Miguel Nunes    | Margarida Vila-Nova | Adaptado         | 2017 | 3       | 9       | 11 |
| Amor Impossível            | António-Pedro Vasconcelos | José Mata       | Victoria Guerra     | Original         | 2016 | 3       | 4       | 17 |
| Amor Impossível            | António-Pedro Vasconcelos | José Mata       | Soraia Chaves       | Original         | 2016 | 3       | 4       | 17 |
| Florbela                   | Vicente Alves do Ó        | Albano Jerónimo | Dalila Carmo        | Original         | 2013 | 2       | 6       | 15 |
| Florbela                   | Vicente Alves do Ó        | Ivo Canelas     | Dalila Carmo        | Original         | 2013 | 2       | 6       | 15 |
| Cinzento e Negro           | Luís Filipe Rocha         | Miguel Borges   | Joana Bárcia        | Original         | 2017 | 2       | 3       | 14 |
| Cinzento e Negro           | Luís Filipe Rocha         | Filipe Duarte   | Joana Bárcia        | Original         | 2017 | 2       | 3       | 14 |
| A Vida Invisível           | Vítor Gonçalves           | Filipe Duarte   | Maria João Pinho    | Original         | 2015 | –       | –       | 7  |

| Legenda            |
| Vencedor de Sophia |